# 地狱 (小说)
《地狱》（英語：Inferno）是美国作家丹·布朗于2013年出版的一部悬疑惊悚长篇小说，也是他笔下继《天使与魔鬼》、《达·芬奇密码》、《失落的秘符》之后第四部以羅柏·蘭登为主角的小说。小说由双日出版社出版于2013年5月14日。小说出版后褒贬不一，但销量可观。小说还被改编成电影，于2016年上映。

## 故事情节
哈佛大学教授罗伯特·兰登在一间医院的病床上醒来，头部有伤，对过去几天发生的事情完全失去了记忆。他最后的记忆是在哈佛校园内，但是很快意识到自己现在身处意大利佛罗伦萨。一位医生西恩娜·布鲁克斯告诉罗伯特他受到枪击被送到医院，所幸仅被子弹擦伤，但仍然因脑震荡而出现短时失忆。突然，一名一直跟踪兰登的女刺客瓦任莎闯入医院，枪杀了负责治疗兰登的马可尼医生，然后冲向罗伯特的病房。西恩娜迅速带兰登逃离医院前往她自己的公寓。
在西恩娜的公寓中，失忆的罗伯特听她描述了自己受伤被送往医院的细节。他在自己的外套中发现一个标有生物性危害标志的金属圆筒，于是决定求助美国领事馆。领事馆工作人员在电话中表示正在寻找罗伯特的下落，希望他能提供自己所处的位置。在西恩娜的建议下，罗伯特向领事馆提供了她公寓对面的一家宾馆的地址，以免她被进一步卷入事件当中。很快，罗伯特就看到全副武装的瓦任莎赶到他向领事馆提供的地址。二人在此刻意识到，美国政府想要除掉罗伯特。

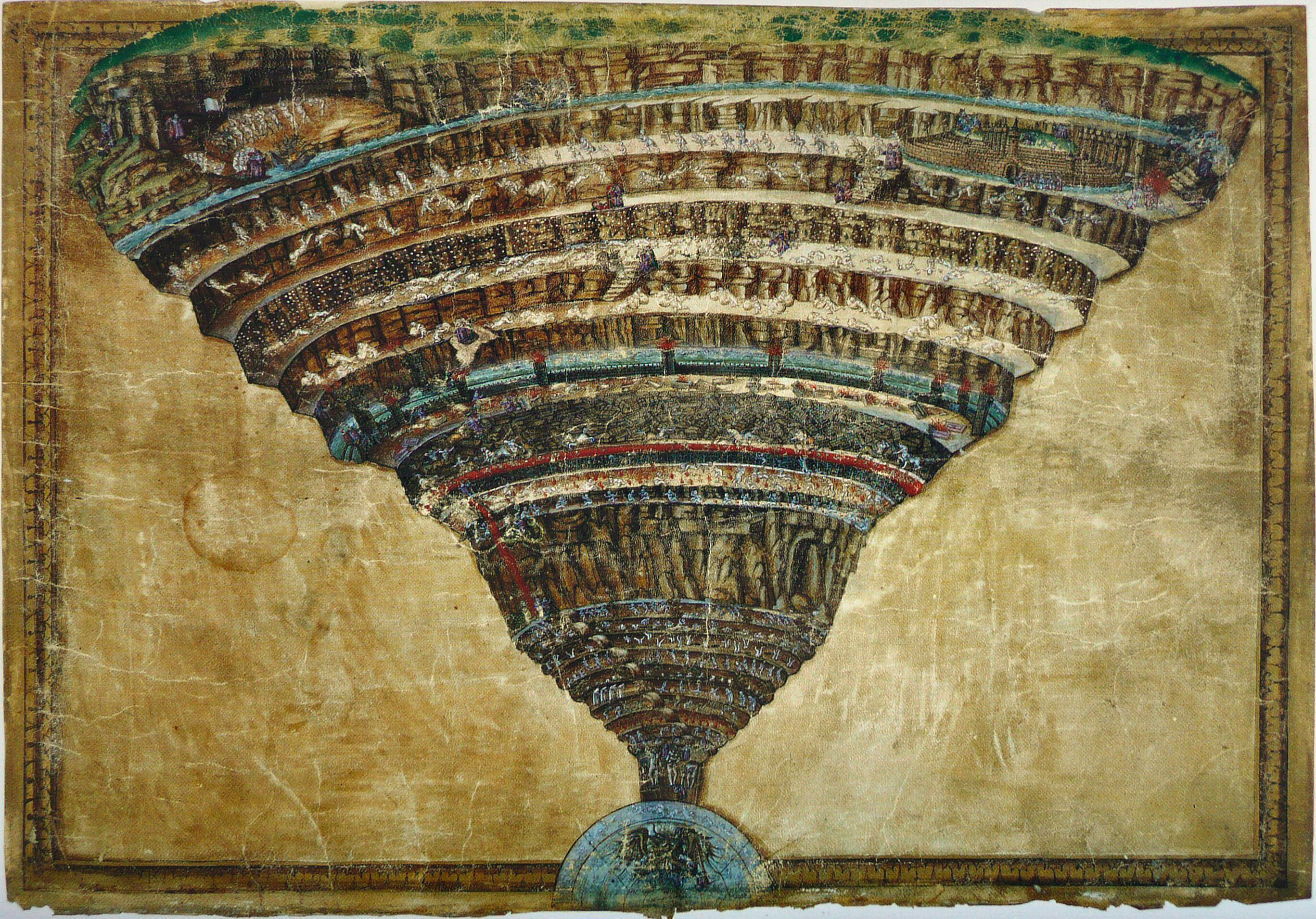
波提切利《地狱图》原作

罗伯特决定将金属圆筒打开。圆筒中是一个中世纪的骨质滚筒印章，印章中嵌入了一支高科技激光指示笔，并投影出了桑德罗·波提切利根据但丁·阿利吉耶里的《神曲》所创作的《地狱图》的图案。图案在原作上有所修改，底部有一行小字：“只有通过死亡之眼才能瞥见真相。”突然间，一群武装士兵突袭了西恩娜的公寓楼，二人侥幸逃脱了追捕。

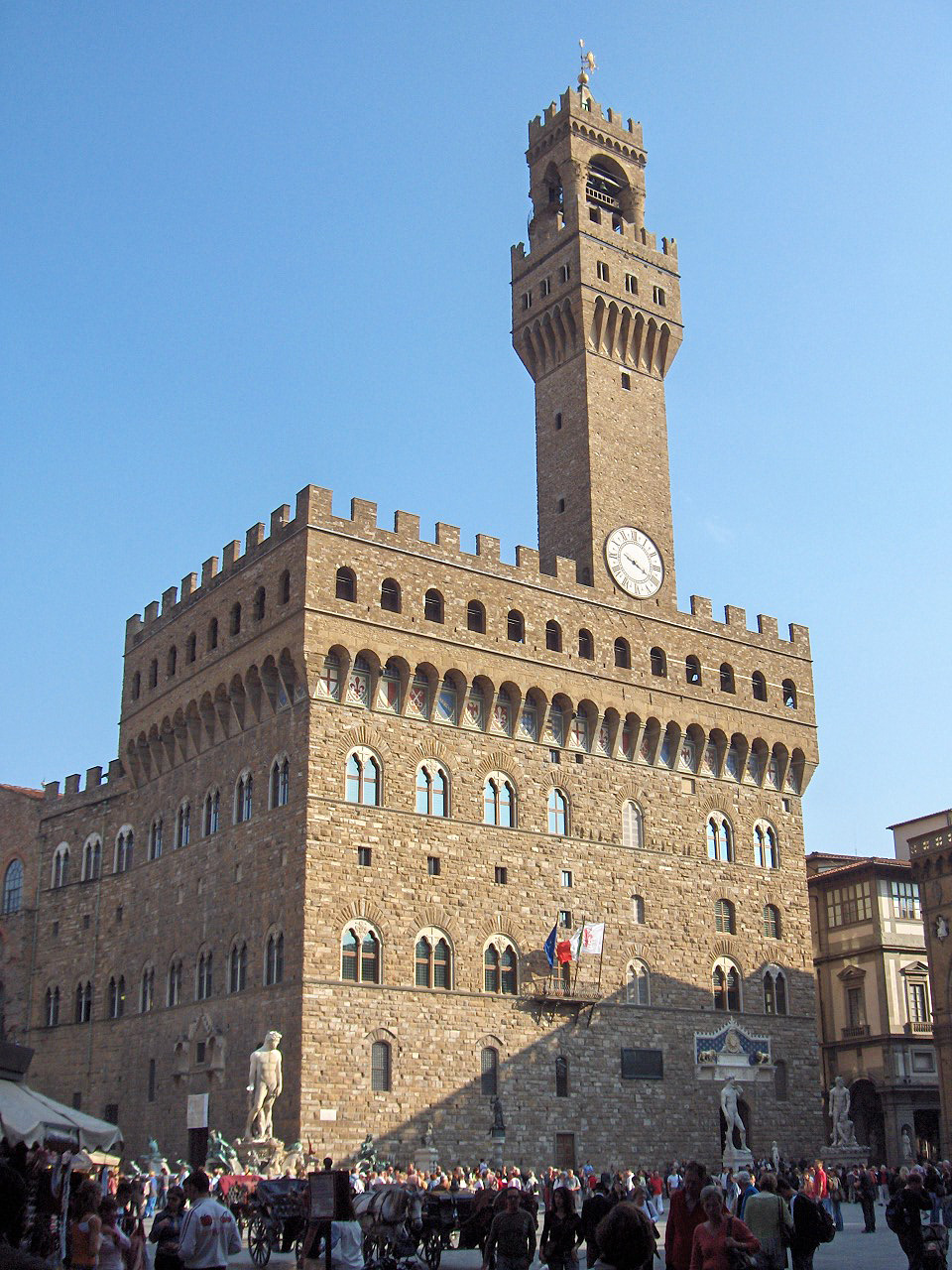
佛罗伦萨旧宫

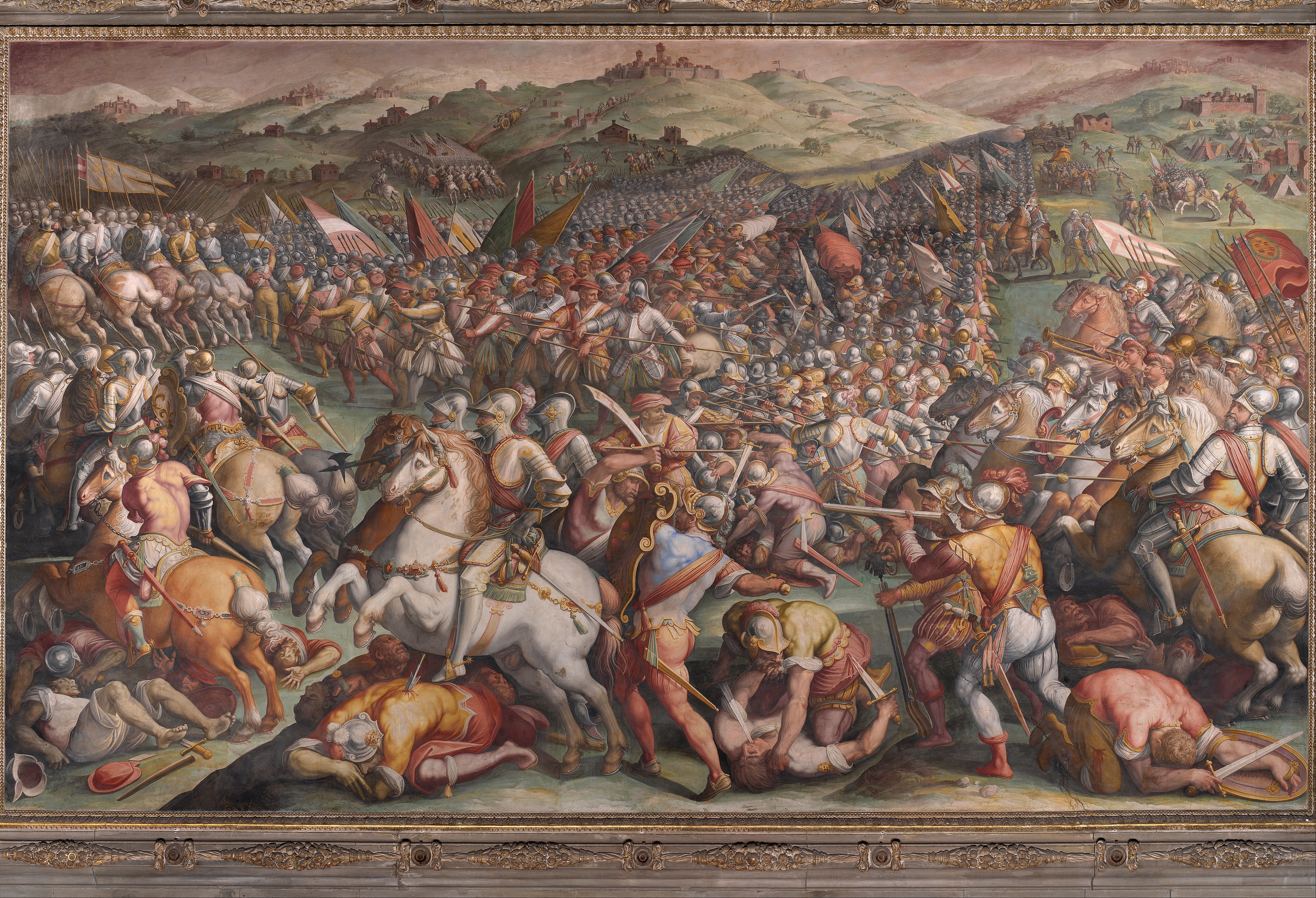
瓦萨里《马西阿诺之战》，“CERCA TROVA”字样位于壁画上部中间偏右处

罗伯特和西恩娜判断圆筒中的物品和但丁有密切联系，于是赶往佛罗伦萨老城。然而二人在路上却发现佛罗伦萨警方和意大利国家宪兵已经封锁了通往老城的道路，并开始搜寻这二人的行踪。他们于是跑进波波里花园旁边的一个建筑工地中躲藏起来，此时罗伯特仔细察看了修改过的《地狱图》，注意到其中隐藏的十个字母，依次连接起来是。十个字母分别写在图案中地狱的每一层中，但层的顺序被打乱了。根据波提切利的原图重新排列为正确顺序后，十个字母拼成的字样。罗伯特认出这一短语意为“去寻找，就会发现”，正是乔尔乔·瓦萨里所作壁画《马西阿诺之战》中出现的字样。这幅壁画现藏于佛罗伦萨旧宫，罗伯特和西恩娜二人最终避开士兵的搜查，穿过瓦萨利走廊进入位于佛罗伦萨老城的旧宫。
到达旧宫后，罗伯特站在《马西阿诺之战》壁画前，试图找出“死亡之眼”、被人修改过的《地狱图》和他所在位置的联系。一位管理员看到罗伯特形迹可疑，于是找到了旧宫的艺术与文化总监玛塔·阿尔瓦雷茨。玛塔认出了罗伯特，她曾在前一天晚上见到他和主教座堂博物馆馆长伊格纳奇奥·布索尼一同来到旧宫。她带领罗伯特和西恩娜二人登上壁画旁的阶梯，罗伯特意识到阶梯最高层恰好和壁画中的字样在同一高度。玛塔向二人提到曾在前一晚展示了但丁的死亡面具，面具就收藏在壁画旁的馆厅内，已经亿万富翁、天才遗传学家贝特朗·佐布里斯特买下，但仍放在展厅中展览。罗伯特意识到自己在前一晚已经对谜团有了线索，现在正在重新寻找当时的发现。玛塔将罗伯特和西恩娜二人带到面具所在的展厅，却发现面具不翼而飞。在查看了监控录像后，众人发现正是罗伯特和伊格纳奇奥在前一晚偷走了面具。博物馆安保人员擒住罗伯特和西恩娜，而玛塔立刻向伊格纳奇奥的办公室打电话，想要质问他面具的下落，但办公室内接听电话的秘书却告知她伊格纳奇奥已因心脏病突发而逝世。他逝世前给罗伯特留下了一则留言，秘书为罗伯特播放了留言，留言中伊格纳奇奥称自己将面具藏在某地，并暗示他道“天堂，二十五”。

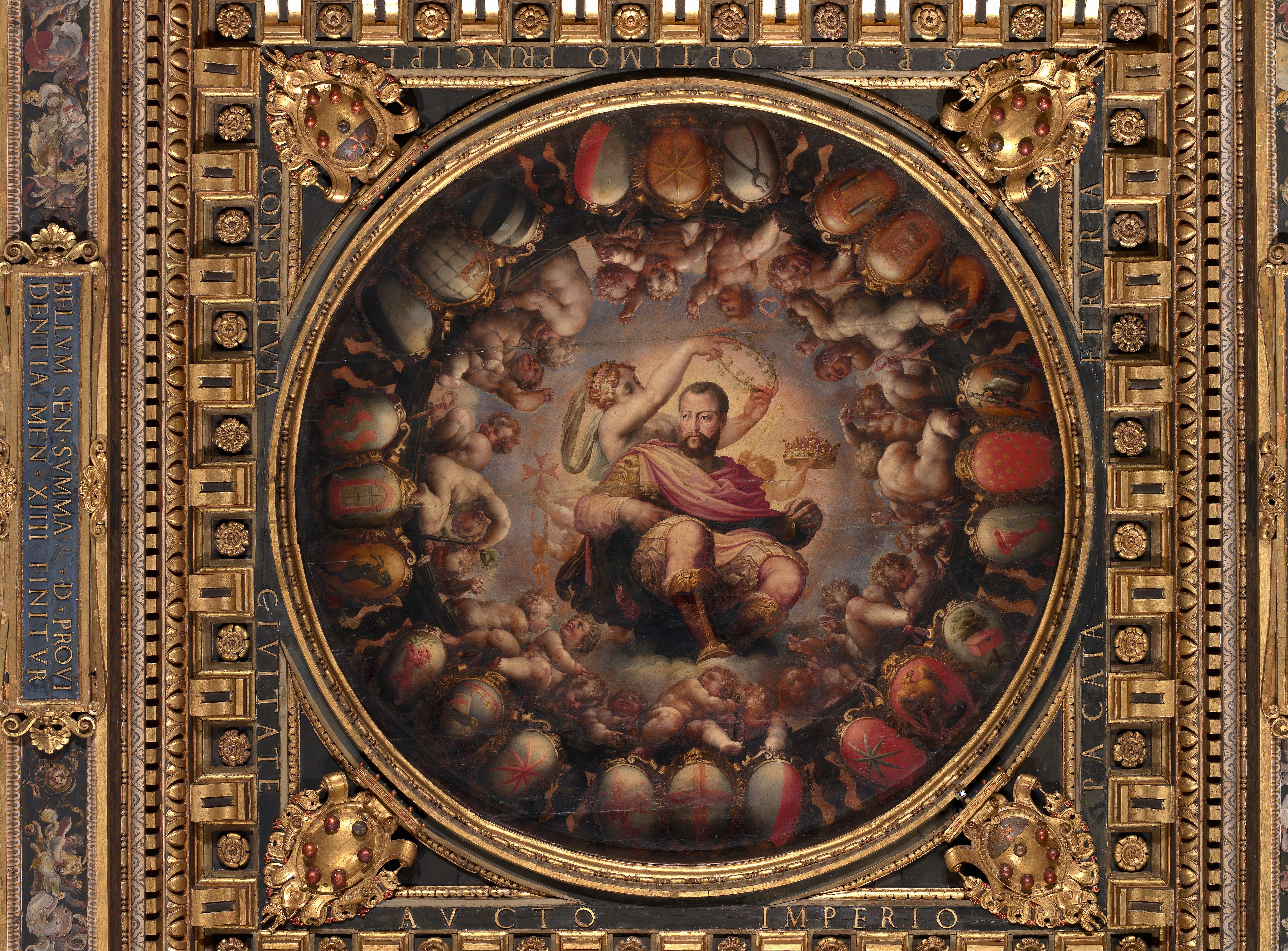
壁画《科西莫一世成圣》

罗伯特和西恩娜二人最终逃脱了安保人员，但追捕他们的武装士兵也赶到了现场。二人穿过五百人大厅的天顶壁画《科西莫一世成圣》上方的阁楼试图逃离，不巧瓦任莎也追到阁楼，西恩娜在斗争中将她推下阁楼杀害，二人于是成功逃离。逃跑的路上，西恩娜向罗伯特介绍了面具的主人佐布里斯特，他认为地球的人口数已经超出控制，并且主张人类应当暂停人口的增长。此外，还有传言表明佐布里斯特正在研制一种特殊的病毒以减少地球人口的增长。二人越发意识到事态的严重性，而目前发生的各种暗示都指向佐布里斯特的瘟疫病毒。罗伯特认为“天堂，二十五”是指《神曲·天堂篇》第二十五章，并由此破解出但丁的死亡面具就藏在曾为但丁举行洗礼仪式的佛罗伦萨圣若望洗礼堂。二人赶到洗礼堂找到了面具，同时发现面具背后有一串螺旋狀的佐布里斯特写下的拉丁文谜语：「哦～有著穩固智慧的人啊！請注意，這裡的含義就藏在晦澀的詩歌面紗之下。切斷馬的頭...摳出盲人的骨頭...血紅色的水...那裡的瀉湖不會倒映群星。將你的耳朵貼在地上，聆听小溪的流水聲，下到水下宮殿的深處...因為在這裡，冥府怪物就在黑暗中等待。」这时，一位名叫乔纳森·费里斯的男子闯入洗礼堂，称自己由世界卫生组织派来帮助二人逃离士兵追捕。男子面部有严重的皮疹，而胸口的皮肤也有一片淤青藏在衬衣下。三人根据谜语的提示前往威尼斯，费里斯在路上接了一个电话后对二人态度似乎出现变化。到达威尼斯之后，罗伯特根据在圣马可大教堂获得的线索推断事件与威尼斯總督恩里科·丹多洛之墓有关。费里斯突然晕倒失去知觉，西恩娜称他已经严重内出血，罗伯特因此怀疑他已经感染了佐布里斯特的瘟疫。随后罗伯特被一群黑衣士兵擒获，而西恩娜则得以逃脱。

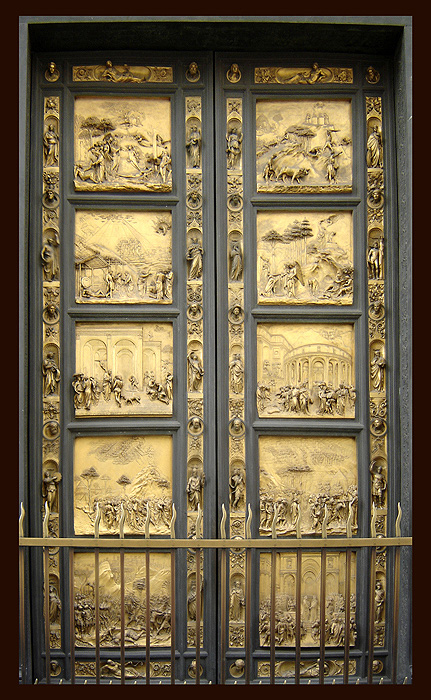
佛罗伦萨圣若望洗礼堂的“天堂之门”

罗伯特被捕后被人带到世界卫生组织总干事伊丽莎白·辛斯基的面前，伊丽莎白随后向他解释了各种事件的真相：佐布里斯特已于一周前自杀，这位天才遗传学家痴迷于但丁，并可能已经研发出一种新型瘟疫病毒，以消灭地球上的大量人口，迅速解决地球人口過多的现状。伊丽莎白打开佐布里斯特生前留下的保险箱，发现了这支金属圆筒，并将罗伯特带到佛罗伦萨，希望他能破解真相。然而，罗伯特在第一次见到玛塔和伊格纳奇奥之后便与伊丽莎白失去联系，世界卫生组织担心他已经背叛到敌方帮助佐布里斯特释放病毒，因而派出应急反应部队搜寻他的下落。追捕他的士兵事实上就是这些部队，但这些士兵从未意图杀害罗伯特。
佐布里斯特事先已经雇用了一个地下组织“财团”帮助他保护金属圆筒，并希望财团在他死后将圆筒交给伊丽莎白。他还制作了一段恐怖的影片要求财团在一特定日期发布给媒体，影片中充斥着与但丁相关的元素，还拍摄了培养中即将释放的瘟疫病毒。病毒被藏在某个水下的秘密地点，外面的袋子正在缓慢溶解。影片声称世界将在第二天“永远改变”。伊丽莎白私自取走金属圆筒之后，财团只得派出团队保护圆筒的秘密。他们在罗伯特与玛塔和伊格纳奇奥见面后将他绑架，然而罗伯特当时并未破解出全部谜团。他们给罗伯特服下苯二氮平類藥物，抹去了他的短期记忆，在他头上伪造了一处伤口，并导演了整个事件，以迫使罗伯特解开全部谜团。西恩娜、瓦任莎和费里斯都是财团的演员，给美国领事馆的电话也是事先安排伪造的。然而财团领导人“教务长”在看到佐布里斯特的影片后意识到事件与生物恐怖主义有关，于是一反之前与佐布里斯特的协议，同意与世界卫生组织合作。费里斯的皮疹与病毒也并无关联，只是饰演被瓦任莎枪杀的医生时使用的胶水引起的过敏反应，胸口的瘀伤也并非内出血，而是假扮被枪击时胸口的炸药故障导致的肋骨骨折。在罗伯特前往威尼斯途中时，教务长已经与伊丽莎白展开合作，并命令费里斯阻止西恩娜的行动。到达威尼斯后，西恩娜意识到费里斯正在与她作对，因而在他晕倒后袭击了他的伤口以使他暂时昏迷。

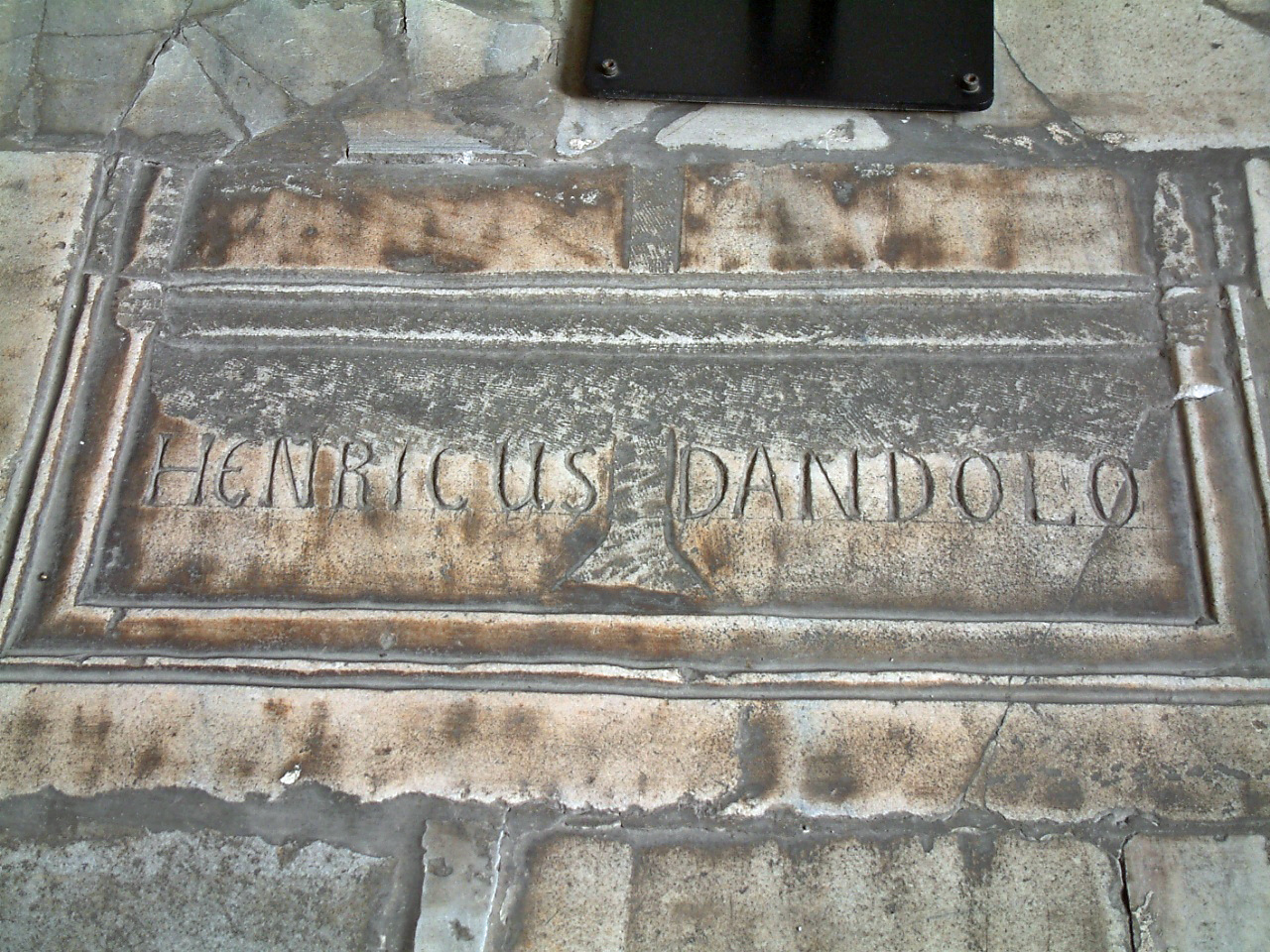
恩里科·丹多洛之墓，位于土耳其伊斯坦布尔圣索菲亚大教堂.

西恩娜此时已经与财团背道而驰，财团也意识到她其实是佐布里斯特的秘密信徒和情人。罗伯特解开谜团时仍不知道这一点，于是在被捕前告诉了她瘟疫病毒的藏匿地点。西恩娜于是找到一架私人飞机，希望在众人发现之前赶到病毒所在处。另一边，罗伯特与世界卫生组织和财团合作，力求在她赶到之前阻止她。根据佐布里斯特留下的影片，众人推断出装有病毒的袋子应该在影片中标注的日期彻底溶解释放出病毒。罗伯特根据佐布里斯特的线索得出病毒应该藏在位于土耳其伊斯坦布尔圣索菲亚大教堂的恩里科·丹多洛之墓，但抵达圣索菲亚大教堂之后才发现病毒实际藏在了伊斯坦布尔的地下水宮殿。众人赶到地下水宫殿时发现西恩娜已经先于他们到达，装有病毒的袋子也已经破裂，病毒估计已经通过游客扩散开来。西恩娜被罗伯特发现后用土耳其语对游客大喊，在现场制造骚乱。游客蜂拥逃离现场，使得世界卫生组织封闭隔离的努力宣告失败。罗伯特也飞身追赶逃跑的西恩娜。

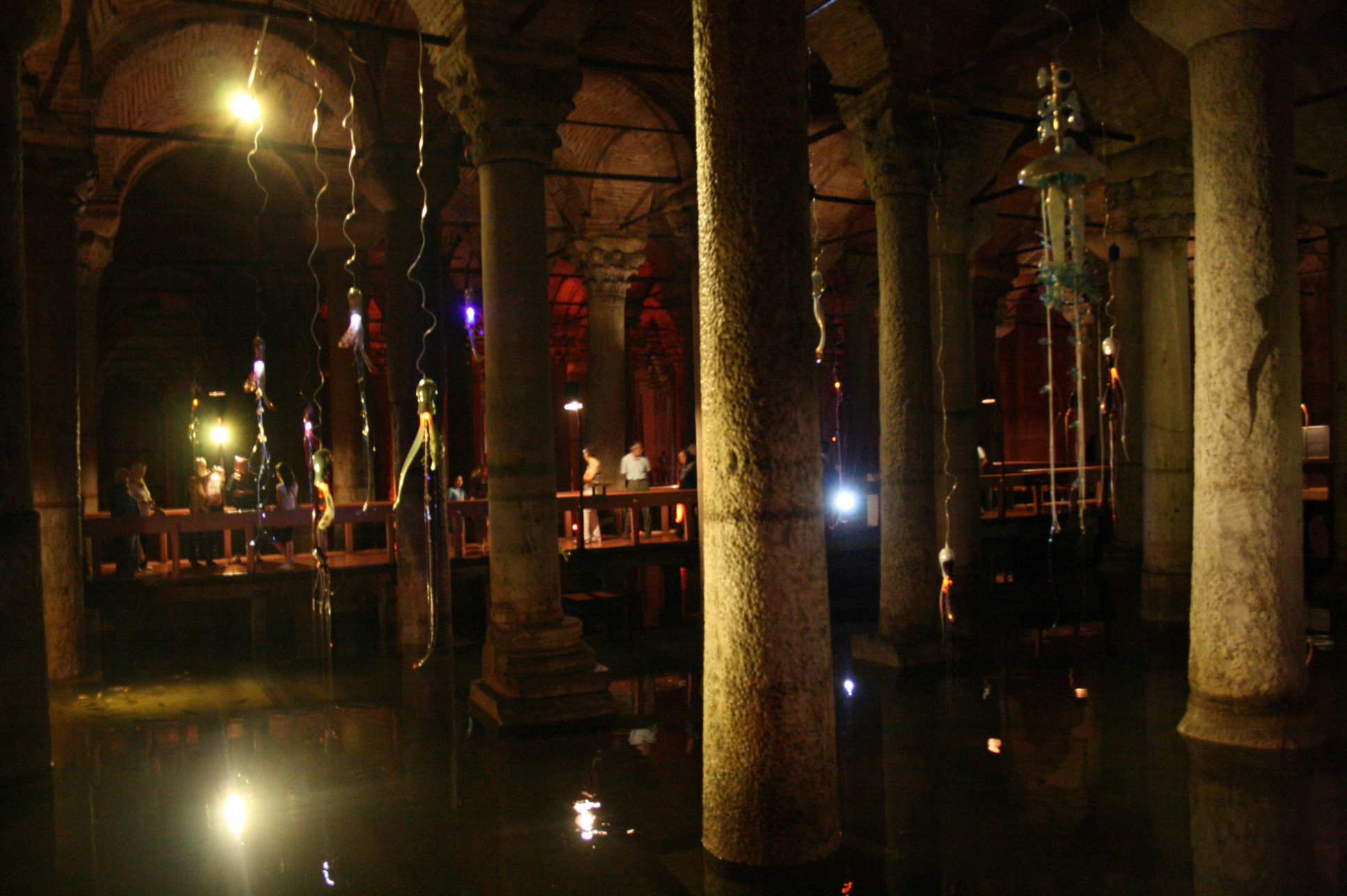
地下水宮殿内部，下层是水池，上层有游客

然而随后证实西恩娜并未刺破病毒袋，袋子本身已经于一周前溶解在地下水宫殿的水池中，病毒早已扩散，而影片中标注的日期实际是佐布里斯特根据数学计算预计病毒扩散到全球的日期。而西恩娜也是试图阻止病毒释放出来，但是并不信任世界卫生组织。她担忧政府获得病毒后将利用其制造生物武器，所以便自己独立行动。财团领导人教务长被世界卫生组织控制，他试图逃脱却最终被土耳其警方逮捕。财团将接受调查，名声毁于一旦。西恩娜获得特赦，交换条件是她将与世界卫生组织合作，利用自己的医学知识和与佐布里斯特合作研究的经历解决危机。
佐布里斯特制造的瘟疫病毒事实上是一种病毒載體，会将所载有的DNA随机植入感染者的体内，导致1/3的人类失去生育能力。但因现有的基因技术限制，试图恢复这段被修改的基因将可能导致更加灾难性的后果。人类因此被迫进入了全新的时代。

## 人物角色
- 罗伯特·兰登：小说主角，哈佛大学符号学教授。
- 贝特朗·佐布里斯特（Bertrand Zobrist）：天才遗传学家，疯狂痴迷于但丁的《神曲·地狱篇》，意图通过释放特别研制的病毒解决地球人口过剩的问题，在小说开场时即坠楼自杀。
- （菲丽丝蒂·）西恩娜·布鲁克斯（(Felicity) Sienna Brooks）：医生、佐布里斯特的前任情人。她同时还效力于地下组织“财团”（The Consortium）。她帮助罗伯特·兰登找到佐布里斯特研制的病毒，但因她之前和佐布里斯特有私人感情，其对兰登的帮助一直动机可疑，谜底直至小说末尾才被揭露。她曾是佐布里斯特的忠实支持者，但在读到他留下的最后一封信之后决定将他的病毒技术掌握在自己手中，以避免这项技术被世界卫生组织和政府勾结用于研发生物武器。她利用了财团和罗伯特解开了《地狱图》中的谜团，并赶在所有人之前到达病毒藏匿地，但这时她才意识到为时已晚，佐布里斯特早已将病毒释放出来。
- 伊丽莎白·辛斯基（Elizabeth Sinskey）：世界卫生组织总干事。她寻求罗伯特·兰登的帮助，希望他能找到佐布里斯特的病毒藏匿地。
- 教务长（The Provost）：地下组织“财团”的领导人。他受佐布里斯特雇用，按照其生前意愿保护他不受辛斯基和兰登的干扰和破坏，并计划将一段佐布里斯特事先拍摄的视频公布给媒体。当他意识到佐布里斯特这一行动可能与生物恐怖主义袭击相关时，决定倒戈与世界卫生组织合作阻止袭击。但最终仍因与袭击事件关系密切而被捕。
- 瓦任莎（Vayentha）：财团特工。她在佛罗伦萨接到命令跟踪兰登，但因任务失败而被财团切断联系。此后她一直跟踪罗伯特和西恩娜二人，希望挽回颓势，但到达旧宫后在与二人的对抗中被西恩娜推下阁楼身亡。
- 克里斯托夫·布吕德（Christoph Brüder）：欧洲疾病预防控制中心下属监测与反应支持小组（SRS）的长官，在辛斯基与兰登失去联络后受她之命搜寻兰登的下落。
- 玛塔·阿尔瓦雷兹（Marta Alvarez）：佛罗伦萨旧宫的雇员，怀孕在身，在但丁死亡面具一事中为兰登提供帮助。
- 伊格纳奇奥·布索尼（昵称“小主教堂”）：主教座堂博物馆馆长，在但丁死亡面具一事中为兰登提供帮助。在事件发生前一晚因心脏病突发逝世。
- 乔纳森·费里斯（Jonathan Ferris）：财团特工，伪装成世界卫生组织雇员。在小说开场时曾用假眉毛和胡须化妆假扮成受枪击的马可尼医生（Dr. Marconi）。
- 埃托雷·维奥（Ettore Vio）：威尼斯圣马可大教堂馆长，帮助兰登找到事件与恩里科·丹多洛的联系。
- 米尔沙特（Mirsat）：伊斯坦布尔圣索菲亚大教堂导游，帮助兰登找到恩里科·丹多洛之墓并提供了与地下水宫殿有关的线索。

## 国际艺术类犯罪研究联合会
小说中提到的国际艺术类犯罪研究联合会是一家真实存在的组织。在小说第72章，罗伯特·兰登正是利用了该组织的官方网站（页面存档备份，存于）查询到了圣马可大教堂驷马雕像的相关线索：“起装饰作用的项圈是威尼斯人于一二〇四年添加的，目的是掩盖为方便用船将他们从君士坦丁堡运往威尼斯而将马头切割下来的痕迹。”
这句话是摘自该组织的一篇文章，文章探讨了圣马可大教堂铜驷马悠久多舛的历史，以及这件艺术品多次被盗的经历。文章由贾奇·亚瑟·汤普金斯（Judge Arthur Tompkins）所著。文章作者是该联合会的理事，同时还担任该组织旗下深造项目的教师，教授与“战争中的艺术类犯罪”相关的课程，这篇文章即是他课程的一部分。

## 出版发行
2013年1月15日，丹·布朗在个人网站上号召读者在社交网站上转发分享逐渐解锁公布新书标题，每当有读者在Facebook或Twitter上提到这部小说，布朗个人网站上的一幅马赛克图像上就有一片被解锁，一个字母一个字母的揭示出最终的标题。2月底，他还公布了小说的封面设计。封面设计采用了意大利佛罗伦萨聖母百花聖殿（即文中的“主教座堂”）的元素。3月17日，丹·布朗还发行了免费版本的《达·芬奇密码》电子书下载，书中附赠了《地狱》的前言和第一章的试读，读者可以在3月24日之前通过亚马逊公司、Google Play和巴诺书店下载。丹·布朗的英国官方代理，Transworld出版社随后也在YouTube上公布了官方预告。
《地狱》一书发行之前已被翻译成法语、德语、荷兰语、西班牙语、意大利语、葡萄牙语等11种语言，这些语言的译本与原版于2013年5月14日同步发行。出版社雇用了11人的翻译团队，2012年2月到4月的连续两个月间在Mondadori出版社位于意大利米兰的总部地下室中秘密完成了翻译，全过程被严格保密，安保措施也极为周全。首版发行3个月之后，《地狱》也被Afraz出版集团翻译成波斯语出版。
。
小说的繁体中文版由李建興翻译，时报文化出版，2013年11月1日正式在台湾发行。简体中文版则于2013年12月11日在北京举行首发，由人民文学出版社在中国大陆地区发行。

## 评价
《地狱》一书获得的褒贬不一。《纽约时报》赞扬此书称其“充满各种小把戏”，并称小说“整本书都是布朗先生创造的惊心动魄的寻宝游戏”。《华盛顿邮报》认为，布朗在《地狱》中将“惊险的情节、奇怪的坏人及史诗般的背景三者交融的艺术发挥至完美”。《洛杉矶时报》认为“该小说和《达·芬奇密码》一样寓教于乐”。《紐約每日新聞》也给出了正面评价，称小说“穿插着密码信息、艺术史、科学和末日来临的摄人心魄的乐趣”。
《独立报》评论家詹姆斯·基德（James Kidd）则严厉批评了布朗糟糕的行文技巧，但对小说情节还是表示好感，他评价称：“布朗把哥特式的夸张手法和卖弄学问的旅行指南混杂在一起，糟糕的技巧限制了读者想象力的发挥。”《波士顿环球报》评论家查克·雷迪（Chuck Leddy）将这部小说与布朗之前的作品相比较，给出了正面评价，认为这部小说是“那种令人满足的可以逃避现实的读物，正适合在夏季阅读。”巴基斯坦评论家萨马拉·阿米尔（Samra Amir）认为小说情节完全在意料之中，对小说中的飛白也给出负面评价，但他还表示“布朗的艺术造诣使小说不那么无聊，他成功地吸引了读者的兴趣。”《卫报》评论家彼得·康拉德（Peter Conrad）也评价称小说内容完全是“各种阴谋的大杂烩”，并补充说这本书“很可怕，充斥着白字和语法错误。而作者脑中似乎有一座挤满蝙蝠的钟楼，对外界的真实世界只有幼稚的明显错误的理解，书中还四处充斥着他这些错误理解的阴暗描写。”
英国《卫报》称：“《地狱》将会是今年最热卖的图书。”《每日邮报》的评论员称：“尽管我觉得这部小说从头到尾都不靠谱，但我一读就会上瘾”。在美国，本书在首发当日就登上了“纽约时报小说类畅销榜”榜首。在英国，本书的预购数超过J·K·罗琳的《偶发空缺》所创下的记录。丹布朗前几部小说的简体中文翻译作者朱振武则认为从“围绕人类未来所做的不同维度的探究”这一点来讲，本书是《失落的秘符》的姊妹篇。

## 商业表现
《地狱》发行首周的全美销量高达369,000本，发行首周即登上美国畅销书排行榜冠军，但仍远低于他上一部作品《失落的秘符》逾100万本的首周销量。英国首周销量也高达228,961本，位列英国畅销书排行榜冠军。第二周全美销量下滑42%，仅有211,000本，但这一数字依然远超卡勒德·胡賽尼91,000本的销量，成为该周销量冠军。

## 改编电影
小说出版后，索尼影视娱乐决定将小说改编成电影，由朗·侯活导演，大卫·科普改编剧本。小说中罗伯特·兰登一角将由汤姆·汉克斯继续出演，这也是他继《达·芬奇密码》和《天使与魔鬼》之后又一次饰演此角；影片女主角西恩娜·布鲁克斯医生则由菲丽希缇·琼斯饰演。影片于2016年10月14日上映。